# NGC 202
NGC 202 là một thiên hà dạng hạt đậu nằm trong chòm sao Song Ngư. Nó được phát hiện vào ngày 17 tháng 11 năm 1876 bởi Édouard Stephan.